# Térence Atmane
Térence Atmane (n. 9 ianuarie 2002, Saint-Martin-Boulogne, Nord-Pas-de-Calais, Franța) este un jucător de tenis profesionist francez care joacă cu mâna stângă. Cea mai bună clasare a sa la simplu este locul 118 mondial, în iulie 2024. A câștigat nouă titluri la simplu în turneele ATP Challenger și ITF.

## Cariera profesionistă
La Grand Slam juniori, el a ajuns în sferturile de finală la dublu la French Open 2020, alături de italianul Malgaroli. În clasamentul combinat ITF pentru juniori, el a ocupat cea mai înaltă poziție în ianuarie 2020, pe locul 20.
La calificările pentru Grand Slam pentru adulți a debutat la French Open 2023. Cu toate acestea, a câștigat doar trei game-uri împotriva lui Zdeněk Kolář. Primele două trofee Challenger le-a câștigat în septembrie 2023 la turneele din Changjia Kang și Guangzhou, China. În runda inaugurală a primului dintre acestea, a respins șase mingi de meci ale chinezului Fa-ťingu Sun, iar în finala celui de-al doilea, trei mingi de meci ale lui Marcu Polmans. După finală, a urcat pentru prima dată în top 150.

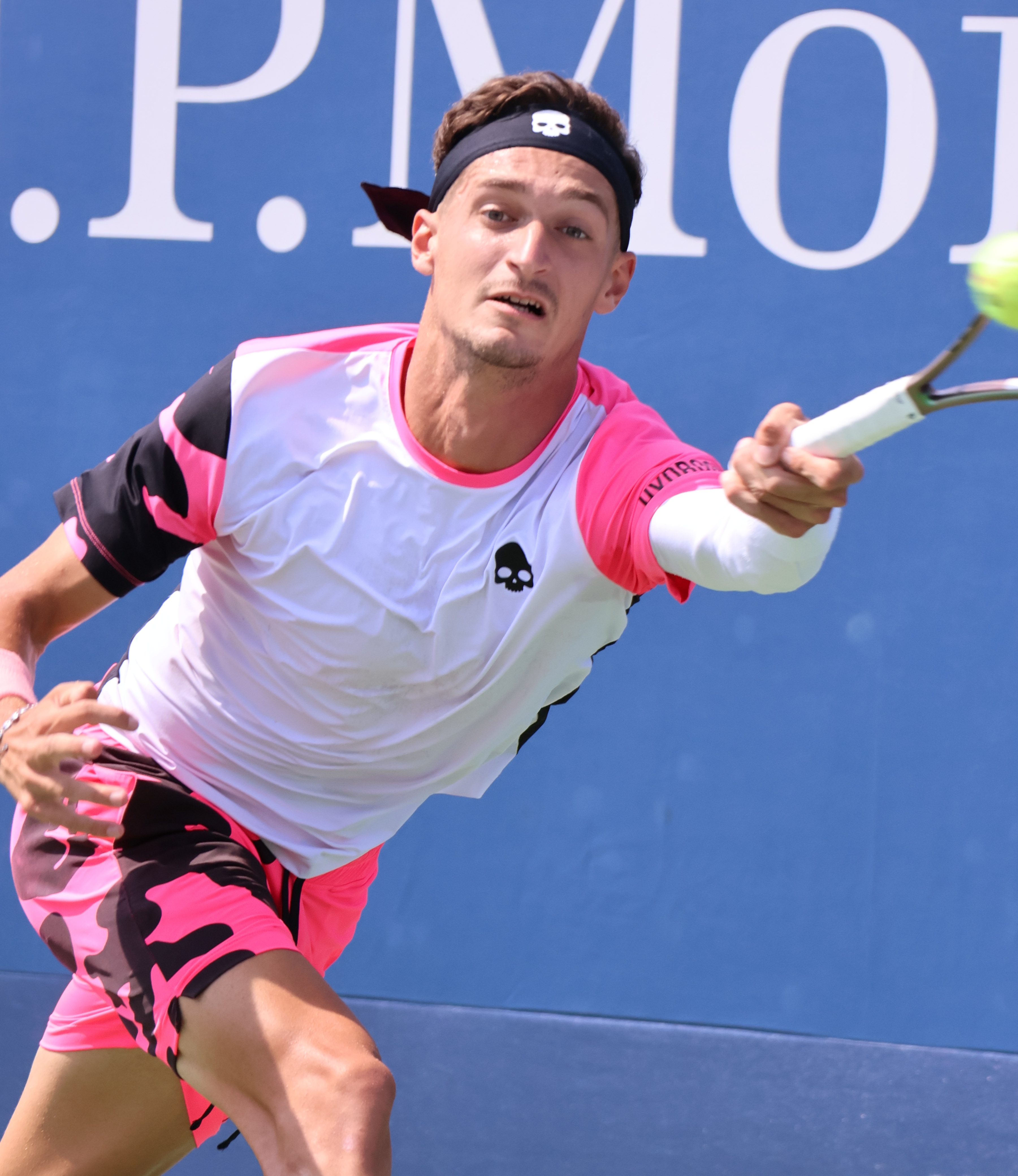
La calificările de la US Open 2023

A debutat în circuitul ATP Tour în septembrie, la Zhuhai Championships 2023 din Zhuhai. A suferit o înfrângere timpurie în fața celui de-al patruzeci și șaselea jucător din clasament, Jošihito Nišioka. A participat pentru prima dată la seria Masters în octombrie, la Shanghai Masters 2023, după ce a trecut de calificări.. A intrat în turneul de simplu de la Shanghai cu o victorie asupra australianului Jordan Thompson, clasat pe locul 70, înainte de a fi oprit de chilianul Nicolás Jarry, clasat pe locul 22 mondial.
A debutat în competiția principală de Grand Slam la Australian Open 2024, după ce a trecut de trei tururi de calificare. La începutul competiției, l-a eliminat pe Juan Manuel Cerúndolo. În proba de simplu de la Melbourne, la scorul de 1-2 la seturi, s-a retras din cauza crampelor în fața numărului trei mondial și viitor finalist Daniil Medvedev. La Italian Open 2024 din mai, a câștigat patru meciuri, inclusiv calificările. În turneul de simplu de la Roma, l-a învins pe Christopher Eubanks și, după ce adversarul său s-a retras, și pe Lorenzo Musetti, numărul 29 în clasament. Astfel, a obținut prima victorie împotriva unui jucător din Top 30. Totuși, Grigor Dimitrov, numărul 10 în clasament, l-a împiedicat să ajungă în optimile de finală.
A participat pentru prima dată la turneul de Grand Slam de la Paris, la French Open 2024, grație unui wild card. În faza inițială, însă, a pierdut avantajul de 2-0 la seturi împotriva austriacului Sebastian Ofner. În timpul meciului, a primit un avertisment și, ulterior, o amendă de 25.000 de dolari pentru că a lovit un spectator cu mingea.

### 2025: Semifinala Masters, debut în top 75
A ajuns în primul sfert de finală din circuitul ATP la Cincinnati Masters 2025 din august, după ce a trecut de calificări la Mastersul din Ohio. În competiția principală, nu l-au oprit Jošihito Nišioka, numărul 22 mondial Flavio Cobolli, adolescentul brazilian João Fonseca și nici numărul 4 mondial Taylor Fritz. Astfel, pentru prima dată în carieră, a învins un membru al elitei mondiale și, la final, și-a asigurat debutul în Top 100. În sferturile de finală, l-a învins pe Holger Rune, numărul nouă mondial. A devenit astfel primul semifinalist francez al turneului de la Gasquet în 2019.